# Saint-Avit-les-Guespières
Saint-Avit-les-Guespières é uma comuna francesa na região administrativa do Centro, no departamento Eure-et-Loir. Estende-se por uma área de 12,67 km². Em 2010 a comuna tinha 364 habitantes (densidade: 28,7 hab./km²).